# ゴルゴ13 第二章イカロスの謎
『ゴルゴ13 第二章イカロスの謎』（-サーティーン だいにしょう イカロスのなぞ）は、1990年にビック東海より発売されたファミリーコンピュータ用ゲームソフト。『ゴルゴ13 第一章神々の黄昏』（1988年）の続編である。

## 概要
『ゴルゴ13 第一章神々の黄昏』（以下、前作）と比べ、水中・空中ステージがなく車を動かすステージがあるほか、時間経過に伴うライフ減少がなく（代わりに時間制限そのものが設置された）、ポーズ時に流れる曲も違う。なお、「ステージ5-5」が「ステージ6-5」に誤表記されるなどのバグがいくつか存在する。
北米では『The Mafat Conspiracy』（ザ・マファット・ コンスパイラシー）のタイトルで発売された。 

## ストーリー
アメリカ合衆国の軍事衛星「SK2」が墜落する事件が発生。その頃、アメリカとソビエト連邦の双方に「マファト革命軍」を名乗る組織から軍事兵器・技術を明け渡すことを要求する脅迫状が届いた。CIAはバローズ博士がマファト革命軍に誘拐されたこと、そしてSK2墜落に彼が開発した「サテライトジャックシステム」が利用されたことを察知し、ゴルゴ13にバローズの救出とマファト革命軍ボスの抹殺、サテライトジャックシステムの破壊を依頼した。

## ステージ構成
- Act 1 - in Paris
- Act 2 - Escape
- Act 3 - in Venezia
- Act 4 - Orient Express
- Act 5 - in Afghanistan
- Act 6 - Epilogue

## 登場人物
CIA局員男
ゴルゴにバローズの救出とマファト革命軍構成員の暗殺、サテライトジャックシステムの破棄を依頼した。
ゲイムズ
CIA局員。ゴルゴに情報を提供したり、彼に依頼された銃を渡す為に度々現れる。事件解決後のAct 6でCIAの情報をソ連に流していたことが発覚。シルビアを殺害し、ソ連に亡命しようと目論んだが、空港でゴルゴに狙撃され絶命した。
シルビア
ゲイムズと同様にゴルゴに情報や銃を渡すCIA局員の女性。Act 3で時間つぶしと称してゴルゴと肉体関係を持つ。Act 6でゲイムズの秘密を知り、彼に撃たれて瀕死の状態でゴルゴの前に現れ、ゲイムズの殺害を依頼して息絶えた。ゴルゴはシルビアに借りがあるということで無償で依頼を引き受けた。
ゲルビッチ
Act 2に登場するKGB部長。パリのCIAの動きが気にかかり、ゴルゴに情報提供を求めるが断られる。その後、戦闘ヘリでゴルゴを襲撃するがコックピットを狙撃され絶命した。
マファの腕
Act 1のボスで、マファトのアジトであるパリの貿易事務所内に待ち構えていた刺客。仮面と鎧を身に纏い、巨大な刀を使って戦う。ゴルゴとの遭遇時に「バローズは既に脱出した」と失言を漏らしてしまい、それがバローズの正体発覚に繋がってしまう。
Act 5ではマファト基地内で再度交戦する。
アーマッド・ハーン
マファト革命軍に所属する国際的テロリスト。顔に傷があるのが特徴。Act 4にてオリエント急行の車上でゴルゴに追い詰められ、マファト基地がアフガニスタンにあることを漏らすが、基地の詳細な位置を漏らす前にマファト側の狙撃で暗殺された。
ボディーガード アーリー
Act 4のボスでアーマッド・ハーンのボディーガード。頭にターバンを巻いた身のこなしの素早い男で、徒手空拳で戦う。オリエント急行の車上でゴルゴと対決する。
バローズ
サテライトジャックシステムを設計し、マファト革命軍に誘拐された科学者。彼の救出がゴルゴの目的となる。
しかし、彼の正体はマファト革命軍のボスで、自分の研究を馬鹿にした者たちへの復讐と称し、米ソ両国の緊張を煽って軍事衝突させようと企んでいた。その目論見はゴルゴに看破されており、マファト基地を爆破してゴルゴを抹殺しようと目論むが、脱出された後に狙撃され絶命した。

## スタッフ
- ゲーム・デザイン：いけだくにと
- アシスタント・ゲーム・デザイン：もりいともこ
- アートワーク：なかざわつとむ、やくしじみゆき、たかすぎよしみ
- プログラム：もりもとりざえもん
- 音楽：せりーぬ（田崎寿子）
- サウンド・アシスタント：WARIKASHI YOKATTA（田崎寿子）、OJAMAMUSI、なかのしょうこ
- テストプレイ：竹森得泰
- スペシャル・サンクス：四条いくお
- 効果音：田崎寿子

## 評価
ゲーム誌『ファミコン通信』の「クロスレビュー」では合計21点（満40点）、『ファミリーコンピュータMagazine』の読者投票による「ゲーム通信簿」での評価は以下の通りとなっており、14.80点（満30点）となっている。
| 項目 | キャラクタ | 音楽 | 操作性 | 熱中度 | お買得度 | オリジナリティ | 総合  |
| 得点 | 2.58       | 2.49 | 2.49   | 2.46   | 2.34     | 2.44           | 14.80 |